# مینورو کاوازاکی (کارگردان فیلم)
مینورو کاوازاکی (انگلیسی: Minoru Kawasaki؛ زادهٔ ۱۵ اوت ۱۹۵۸) کارگردان فیلم، و فیلم‌نامه‌نویس اهل ژاپن است. وی از سال ۱۹۸۳ میلادی تاکنون مشغول فعالیت بوده‌است.